# Ordynariat Personalny Katedry Świętego Piotra
Ordynariat Personalny Katedry Świętego Piotra – ordynariat dla byłych członków Kościoła Episkopalnego lub innych Kościołów tradycji anglikańskiej i metodystycznej w Stanach Zjednoczonych i Kanadzie, którzy w drodze konwersji przeszli do Kościoła Katolickiego zachowując jednocześnie swoje tradycje liturgiczne, duchowe i duszpasterskie.
Ordynariat został erygowany 1 stycznia 2012 roku przez Kongregację Nauki Wiary na mocy konstytucji apostolskiej Anglicanorum coetibus. Jego pierwszym ordynariuszem został były biskup Kościoła Episkopalnego, Jeffrey Neil Steenson. 
Ordynariat przynależy do Konferencji Episkopatu Stanów Zjednoczonych, a jego katedrą jest Kościół Najświętszej Maryi Panny z Walsingham w Houston.

## Ordynariusze
- Jeffrey Neil Steenson (2012–2015)
- Steven Lopes (od 2015)